# Cleora etesiae
Cleora etesiae là một loài bướm đêm trong họ Geometridae.